# Atlantik (Brackwede)
Atlantik is een historisch Duits merk van motorfietsen.
De bedrijfsnaam was: Fahrzeugfabrik Meyer zu Stapelage & Söhne, Brackwede, Westfalen.
Dit merk begon in 1923 of 1924 lichte, goedkope motorfietsjes met 198cc-Hansa-inbouwmotoren te produceren. Dit was een periode toen honderden kleine Duitse bedrijven motorfietsen gingen produceren. Daardoor was de concurrentie niet alleen erg groot, maar het was ook onmogelijk een dealernetwerk op te bouwen. Deze merken leverden dan ook alleen in hun eigen regio. Ze waren niet levensvatbaar. In 1925 verdwenen binnen een jaar meer dan 150 van deze merken, waaronder Atlantik in Brackwede (een stadsdeel van Bielefeld).